# Marty Reasoner
Marty Reasoner (né le 26 février 1977 à Honeoye Falls, État de New York aux États-Unis) est un joueur professionnel américain de hockey sur glace.

## Carrière
Choix du premier tour des Blues de Saint-Louis lors du repêchage de 1996 de la Ligue nationale de hockey. Il joue deux autres saisons dans un collège américain avant de devenir joueur professionnel. Il commence sa carrière en 1998-1999 avec les IceCats de Worcester,club-école des Blues dans la Ligue américaine de hockey.
Il joue quelques saisons avec les Blues avant de rejoindre les Oilers d'Edmonton avec lesquels il évolue pendant plusieurs saisons. Il joue aussi dans le Championnat d'Autriche de hockey sur glace durant le lockout en 2004-2005 et brièvement avec les Bruins de Boston lors de la saison 2005-2006. En juillet 2008, il se joint aux Thrashers d'Atlanta avec qui il reste deux saisons avant de passer à l'été 2010 aux Blackhawks de Chicago. Reasoner ne dispute aucune rencontre avec les Blackhawks, étant échangé durant ce même été aux Panthers de la Floride.

## Statistiques
| Saison     | Équipe                   | Ligue      |     | Saison régulière | Saison régulière | Saison régulière | Saison régulière | Saison régulière |   | Séries éliminatoires | Séries éliminatoires | Séries éliminatoires | Séries éliminatoires | Séries éliminatoires |
| Saison     | Équipe                   | Ligue      | PJ  | B                | A                | Pts              | Pun              | PJ               | B | A                    | Pts                  | Pun                  |                      |                      |
| 1993-1994  | Académie Deerfield       | HS         | 22  | 27               | 25               | 52               |                  | -                | - | -                    | -                    | -                    |                      |                      |
| 1994-1995  | Académie Deerfield       | HS         | 26  | 25               | 32               | 57               | 14               | -                | - | -                    | -                    | -                    |                      |                      |
| 1995-1996  | Eagles de Boston College | NCAA       | 34  | 16               | 29               | 45               | 32               | -                | - | -                    | -                    | -                    |                      |                      |
| 1996-1997  | Eagles de Boston College | NCAA       | 35  | 20               | 24               | 44               | 31               | -                | - | -                    | -                    | -                    |                      |                      |
| 1997-1998  | Eagles de Boston College | NCAA       | 42  | 33               | 40               | 73               | 56               | -                | - | -                    | -                    | -                    |                      |                      |
| 1998-1999  | IceCats de Worcester     | LAH        | 44  | 17               | 22               | 39               | 24               | 4                | 2 | 1                    | 3                    | 6                    |                      |                      |
| 1998-1999  | Blues de Saint-Louis     | LNH        | 22  | 3                | 7                | 10               | 8                | -                | - | -                    | -                    | -                    |                      |                      |
| 1999-2000  | IceCats de Worcester     | LAH        | 44  | 23               | 28               | 51               | 39               | -                | - | -                    | -                    | -                    |                      |                      |
| 1999-2000  | Blues de Saint-Louis     | LNH        | 32  | 10               | 14               | 24               | 20               | 7                | 2 | 1                    | 3                    | 4                    |                      |                      |
| 2000-2001  | IceCats de Worcester     | LAH        | 34  | 17               | 18               | 35               | 25               | -                | - | -                    | -                    | -                    |                      |                      |
| 2000-2001  | Blues de Saint-Louis     | LNH        | 41  | 4                | 9                | 13               | 14               | 10               | 3 | 1                    | 4                    | 0                    |                      |                      |
| 2001-2002  | Oilers d'Edmonton        | LNH        | 52  | 6                | 5                | 11               | 41               | -                | - | -                    | -                    | -                    |                      |                      |
| 2002-2003  | Bulldogs de Hamilton     | LAH        | 2   | 0                | 2                | 2                | 2                | -                | - | -                    | -                    | -                    |                      |                      |
| 2002-2003  | Oilers d'Edmonton        | LNH        | 70  | 11               | 20               | 31               | 28               | 6                | 1 | 0                    | 1                    | 2                    |                      |                      |
| 2003-2004  | Oilers d'Edmonton        | LNH        | 17  | 2                | 6                | 8                | 10               | -                | - | -                    | -                    | -                    |                      |                      |
| 2004-2005  | EC Red Bull Salzbourg    | EBEL       | 11  | 5                | 4                | 9                | 12               | -                | - | -                    | -                    | -                    |                      |                      |
| 2005-2006  | Oilers d'Edmonton        | LNH        | 58  | 9                | 17               | 26               | 20               | -                | - | -                    | -                    | -                    |                      |                      |
| 2005-2006  | Bruins de Boston         | LNH        | 19  | 2                | 6                | 8                | 8                | -                | - | -                    | -                    | -                    |                      |                      |
| 2006-2007  | Oilers d'Edmonton        | LNH        | 72  | 6                | 14               | 20               | 60               | -                | - | -                    | -                    | -                    |                      |                      |
| 2007-2008  | Oilers d'Edmonton        | LNH        | 82  | 11               | 14               | 25               | 50               | -                | - | -                    | -                    | -                    |                      |                      |
| 2008-2009  | Thrashers d'Atlanta      | LNH        | 79  | 14               | 16               | 30               | 36               | -                | - | -                    | -                    | -                    |                      |                      |
| 2009-2010  | Thrashers d'Atlanta      | LNH        | 80  | 4                | 13               | 17               | 24               | -                | - | -                    | -                    | -                    |                      |                      |
| 2010-2011  | Panthers de la Floride   | LNH        | 82  | 14               | 18               | 32               | 22               | -                | - | -                    | -                    | -                    |                      |                      |
| 2011-2012  | Islanders de New York    | LNH        | 61  | 1                | 5                | 6                | 34               | -                | - | -                    | -                    | -                    |                      |                      |
| 2012-2013  | Islanders de New York    | LNH        | 31  | 0                | 5                | 5                | 4                | 1                | 0 | 0                    | 0                    | 17                   |                      |                      |
| Totaux LNH | Totaux LNH               | Totaux LNH | 798 | 97               | 169              | 266              | 379              | 24               | 6 | 2                    | 8                    | 23                   |                      |                      |

## Trophées et honneurs personnels
- Hockey East
  - 1996 : recrue de l'année
  - 1996 et 1997 : nommé dans la 1re équipe d'étoiles

National Collegiate Athletic Association
- - 1998 : nommé dans la 1re équipe d'étoiles américaine dans l'Est
  - 1998 : nommé dans l'équipe d'étoiles du tournoi de championnat de la NCAA

## Transactions en carrière
- 1er juillet 2001 : échangé aux Oilers d'Edmonton par les Blues de Saint-Louis avec Jochen Hecht et Jan Horacek en retour de Michel Riesen et de Doug Weight.
- 9 mars 2006 : échangé aux Bruins de Boston par les Oilers d'Edmonton avec Yan Stastny et un choix de 2e tour (Milan Lucic) lors du repêchage d'entrée dans la LNH en 2006 en retour de Sergeï Samsonov.
- 4 juillet 2006 : signe un contrat comme agent-libre avec les Oilers d'Edmonton.
- 17 juillet 2008 : signe un contrat comme agent-libre avec les Thrashers d'Atlanta.
- 23 juin 2010 : échangé au Blackhawks de Chicago avec le 24e choix au premier tour et le 54e choix au deuxième tour repêchage d'entrée dans la LNH 2010. En retour, les Thrashers d'Atlanta obtiennent les services de Dustin Byfuglien, Brent Sopel, Ben Eager et Akim Aliu.
- 22 juillet 2010 : échangé aux Panthers de la Floride en retour de Jeff Taffe.
- 1er juillet 2011 : signe à titre d'agent libre avec les Islanders de New York.